# Holly Woodlawn
Holly Woodlawn (Porto Rico, 26 de outubro de 1946 — Los Angeles, 6 de dezembro de 2015) foi uma atriz transgênero porto-riquenha.